# 豊原清明
豊原 清明（とよはら きよあき、1977年 - ）は日本の詩人。兵庫県神戸市出身。

## 経歴
中学校時代不登校となり、児童詩教室に通う。1994年度、中野重治文学奨励賞受賞。
1996年、児童詩教室にて書いた詩を中心とする32編を収めた詩集『夜の人工の木』で第1回中原中也賞受賞。受賞時18歳であり、当詩集は私家版であった。
その後、個人詩誌『白黒目』を2005年から毎月発刊。「Lyric Jungle」「現代詩神戸」などの同人。また俳句も詠んでおり、朝日俳壇や『海程』に投句。

## 著作
- 『夜の人工の木』青土社 1996年
- 『朝と昼のてんまつ』編集工房ノア 2000年
- 『時間の草』ふたば工房 2005年
- 『白い夏の死』ふたば工房 2021年
- 『荒磯海のシンとジン』人間社 2024年